# Tour Le Millefiori
La Torre Le Millefiori (en francés: Tour Le Millefiori) es un rascacielos situado en el Principado de Mónaco específicamnete en el sector de Montecarlo. Está relacionado con la Tour L'Annonciade (Torre Anunciación), el rascacielos más alto en Mónaco. 
Construido en 1969 por los empresarios de Marsella, conocidos como los "hermanos Cravero", la torre es de 111 metros de altura y 37 plantas. 
Será superada en más de un tercio, casi 40 años después de su construcción, por la Torre Odéon.